# جنبش سرخپوستان ایالات متحده آمریکا
''جنبش سرخپوستان ایالات متحده آمریکا (به انگلیسی: The American Indian Movement (AIM)) به منظور متشکل کردن تلاش‌های سرخ‌پوستان جهت بازیافتن هویت فرهنگی سیاسی و اقتصادی خود برای رهایی از تحصیلات دولت ایالات متحده آمریکا در سال ۱۹۶۸ به وجود آمد و تمام سرخ‌پوستان نیمکره غرب را به نام ملت سرخ زیر پوشش قرار داد و ماهیت وجودی خود را یک نهضت مذهبی برای احیا ساختارهای سنتی جوامع سرخ‌پوستی اعلام نمود.